# Wild Girl
Wild Girl is een Amerikaanse dramafilm uit 1932 onder regie van Raoul Walsh. De film werd destijds in Nederland uitgebracht onder de titel Geheime zending.

## Verhaal
Salomy Jane wil zich wreken op een man die haar eer heeft geschonden. Ze maakt kennis met een vreemdeling die op zoek is naar dezelfde man. Samen ontvluchten ze de stad.

## Rolverdeling
| Acteur            | Personage    |
| ----------------- | ------------ |
| Charles Farrell   | Vreemdeling  |
| Joan Bennett      | Salomy Jane  |
| Ralph Bellamy     | Jack Marbury |
| Eugene Pallette   | Yuba Bill    |
| Irving Pichel     | Rufe Waters  |
| Minna Gombell     | Millie       |
| Willard Robertson | Red Pete     |
| Sarah Padden      | Lize         |